# ألكسندر كاتاي
ألكسندر كاتاي (بالسيريلية الصربية: Александар Катаи) (6 فبراير 1991 في صربيا - ) هو لاعب كرة قدم صربي في مركز الوسط. شارك مع منتخب صربيا تحت 21 سنة لكرة القدم ومنتخب صربيا لكرة القدم. أما مع النوادي، فقد لعب مع النجم الأحمر بلغراد ونادي أولمبياكوس ونادي بلاتانياس ونادي فويفودينا وFK Palić ‏ وأوفي كريت.

## وصلات خارجية
- ألكسندر كاتاي على موقع الاتحاد الأوربي (الإنجليزية)
- ألكسندر كاتاي على موقع الدوري الأمريكي (الإنجليزية)
- ألكسندر كاتاي على موقع قاعدة بيانات كرة القدم.إي يو (الإنجليزية)
- ألكسندر كاتاي على موقع بيانات كرة القدم. دي إي (الألمانية)
- ألكسندر كاتاي على موقع ليكيب (الفرنسية)
- ألكسندر كاتاي على موقع ناشيونال فوتبول تيمز (الإنجليزية)
- ألكسندر كاتاي على موقع Soccerbase.com (لاعب) (الإنجليزية)
- ألكسندر كاتاي على موقع Soccerway.com (الإنجليزية)
- ألكسندر كاتاي على موقع عالم كرة القدم.نت (الإنجليزية)
- ألكسندر كاتاي على موقع AS.com (الإسبانية)